# José Maestre Laborde-Boix
José Maestre Laborde-Boix (Valencia, 1876 - Ibidem., 1936) fue un abogado y político de la Comunidad Valenciana. Alcalde de Valencia entre 1907 y 1909.

## Biografía

### Formación académica y actividad política
Licenciado en Derecho por la Universidad de Valencia, fue miembro destacado del Partido Conservador de la facción de ciervista, como su hermano, Francisco Maestre Laborde-Boix, conde de Salvatierra de Álava. Fue alcalde de Valencia entre 1907 y 1909, en un periodo que encaja con precisión en el bienio conservador del gobierno de Antonio Maura. Hecho destacado de su primer año como alcalde fue la celebración de la Asamblea Regionalista, en la que participaron diversos representantes de los movimientos regionalistas catalanes y mallorquines, y que estuvo acompañada de fuertes tensiones. Lo más destacado de su mandato fue el tema urbano, que avanzó sensiblemente. Las obras para la construcción del nuevo edificio municipal dieron un buen paso adelante y se comenzó a proyectar la nueva estación de ferrocarriles. Realización importante fue la celebración de la Exposición Regional de 1909. La situación política general estuvo marcada por la tensión y la violencia, lo que desembocó en la dimisión de Antonio Maura el 21 de octubre de 1909, que arrastró consigo la de José Maestre como alcalde de Valencia.
Fue elegido diputado al Congreso por el distrito electoral de Enguera en las elecciones de 1914 y 1918. En 1923 apoyó la dictadura de Primo de Rivera, quien en marzo de 1930 lo designó alcalde de Valencia. Aunque las mejoras urbanísticas continuaban, la situación general, tanto en el conjunto de España como en la comunidad valenciana, emperaron fuertemente. Los grupos republicanos adquirieron más fuerza. El orden público se deterioró. En diciembre de 1930 se convocó una huelga general, en la que un sindicalista murió por disparos de un guardia de seguridad. Cuando se proclamó la Segunda República en abril de 1931 José Maestre fue destituido del cargo de alcalde. Posteriormente se afilió a la Derecha Regional Valenciana, pero no ocupó ningún cargo destacado.

### Vida familiar
Contrajo matrimonio con María Teresa Hernández de la Figuera (1870-1955), de la que tuvo dos hijos: José  y María Dolores. José Maestre Hernández de la Figuera fue militar, del cuerpo de caballería; a raíz del alzamiento de 1936, al que se adhirió, fue ejecutado. María Dolores Maestre Hernández de la Figuera contrajo matrimonio con el abogado y político sevillano José Luis Illanes del Río; tuvieron dos hijos: José Luis y María Teresa. José Luis Illanes Maestre (1933-2025), miembro del Opus Dei y sacerdote, ha sido profesor y decano de la Facultad de Teología de la Universidad de Navarra. María Teresa Illanes Maestre (1935- …) contrajo matrimonio con el ingeniero valenciano Ramón Tormo Alfonso; el matrimonio tuvo cuatro hijos: Reyes, José Ramón, Teresa y Vicente.